# Fútbol Club Universitario
Actualités
Le Fútbol Club Universitario, plus couramment appelé Universitario de Vinto, est un club bolivien de football, basé dans la ville de Vinto. Il participe au championnat bolivien de première division.

## Histoire
Fondé vers 2000, comme le club de l'Universidad Adventista de Bolivia (es) de Vinto, il devient officiellement en 2005 le Fútbol Club Universitario.
En 2017, le club participe la première fois à la Copa Simón Bolívar, puis après une autre participation en 2018 en 2021 il remporte la finale contre l'Universitario de Sucre et accède la première fois en Division Profesional.
Pour sa première participation au championnat de Bolivie lors du tournoi d'ouverture du 2022 l'Universitario de Vinto échoue de peu de se qualifier pour le tour final, battu uniquement par la différence de but. Lors du tournoi de clôture 2022 le club termine à la dernière place et à l'avant-dernière du classement cumulé, il échappe à la relégation car le championnat est arrêté prématuremment à cause de troubles dans le pays.
En 2023, le club termine à la 8e place et se qualifie pour la Copa Sudamericana 2024 où il sera éliminé au premier tour par l'autre club bolivien du Nacional Potosí.
En 2024, lors du tournoi d'ouverture du championnat le club atteint la finale. Battu par le CD San Antonio Bulo Bulo il est néanmoins qualifié pour la Copa Sudamericana 2025.

## Palmarès
- Copa Simon Bolivar :
  - Vainqueur : 2021